# Muhammad Amin Bahadur Khan

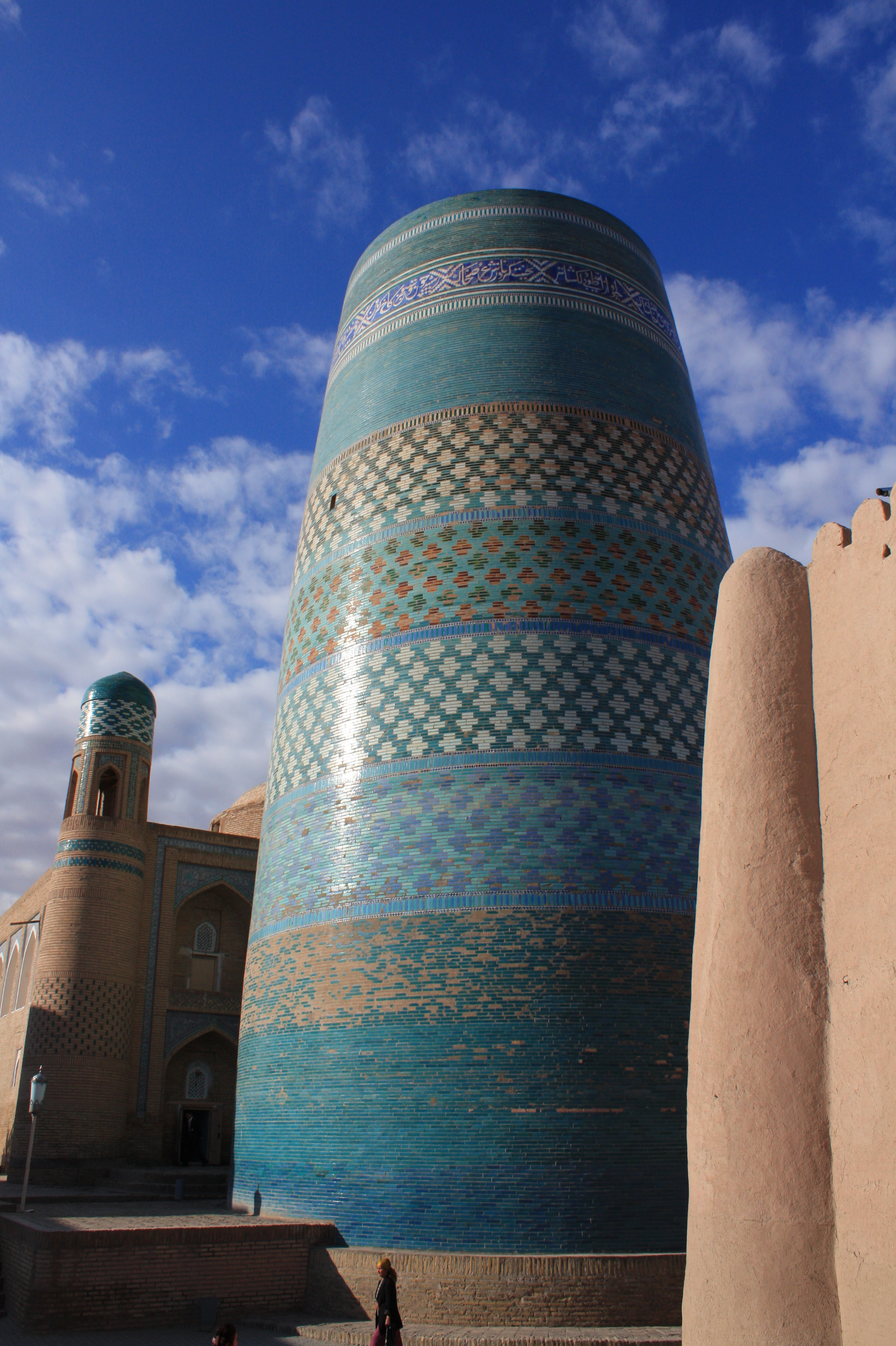
Kalta Minor.

Muhammad Amin Bahadur Khan fou kan de Khivà (1846–1855), germà i successor de Muhammad Rahim Kuli Khan
Després de pujar al tron va continuar la campanya contra els turcmans sariks i després de sis campanyes va conquerir la ciutadella de Merv i la fortalesa anomenada Yolöten, a la rodalia. Poc després del seu retorn els sariks van matar un oficial de la guarnició que havia deixat com a comandant a Merv i a tota la guarnició. Altre cop va anar a lluitar contra ells i es va aliar als djemshids, tradicionals rivals, el cap dels quals era Mir Muhammad; altre cop va obtenir el triomf i va retornar victoriós a Khivà. La tribu Teke que es va revoltar tot seguit, fou igualment combatuda i després de tres campanyes amb grans pèrdues de ramats i de guerrers, van quedar parcialment sotmesos; un cos d'uzbeks i yomuds van quedar entre ells per vigilar-los. Però una baralla entre els caps dels uzbeks i els yomuds, el cap d'aquests fou tirat des de dalt de la torre de Khivà; això va fer revoltar als yomuds que es van aliar als tekes, però sense èxit.
Els khivans van dominar als kazakhs els darrers anys, però el domini sobre els del baix Sirdarià o Yaxartes li era disputat pels kans de Kokand; els kokandis havien construït alguns fort a la riba del riu però el kan de Khivà, Allah Kuli Bahadur Khan, els va donar orde de demolir-los; no ho van fer i els khivans van construir també diverses fortaleses a la riba esquerra del riu Kavan, on es col·lectaven les taxes de les caravanes. Tot això va passar en els anys trenta. El 1846 els khivans van construir la fortalesa fronterera de Khoja Niazbi (del nom del primer governador Khoja Niyaz Biy); el govern de Khivà fou dur; els kazakhs foren especialment castigats per les ràtzies de Jan Khoja que va destruir Bish Kaleh.
Mentre els russos també reclamaven la sobirania sobre els kazakhs. El 1847 van construir alguns forts a l'estepa dels kazakhs i el mateix any els khivans van fer una demostració sobre aquest fort. El mateix any el fort de Raimak (després Àralsk) fou fundat a la riba de la mar d'Aral, el que suposava una amenaça seriosa a Khivà, i 3000 guerrers van creuar el Sirdarià i van atacar a un miler de famílies que es declaraven vassalles de Rússia. Els russos van atacar i castigar els atacants i van alliberar els que havien estat fets presoners; tres mesos després els khivans van fer una ràtzia a l'estepa o desert de Karakum on van matar molts vells, es van emportar a les dones i nens i van robar les caravanes; al saber que els russos anaven cap allí, es van retirar. El 1848 van fer noves ràtzies creuant el Sirdarià; en una d'elles uns 1500 guerrers van saquejar terres kazakhs durant 24 hores mentre 300 turcmans s'acostaven al fort rus amb canons i s'acostaven a l'embarcador; aviat van veure que no eren un perill per les tropes del tsar, i es van acontentar a presentar una petició per a la demolició dels forts de Àralsk i Novopetrovsk.
El 1853 el general Perovski va atacar els forts kokandis al baix Sirdarià; per impedir als khivans anar en ajuda d'aquests van fer un atac de distracció al fort de Khoja Niazbi; per defensar-lo el kan Amin va enviar una divisió de l'exèrcit, però els russos no van mantenir l'atac.
A l'inici de 1855 Muhammad Amin va iniciar una campanya contra Sarakhs o Sirakhs; els habitants terroritzats, van demanar ajut a Feridun Mirza el governant de Meshed que va marxar cap a Ak Derbent a 70 verstes (75 km) amb 7000 tropes del Khurasan, tres mil altres i 10 canons; va enviar per davant a una divisió de 500 homes manats per Muhammad Hassan. Prop de Sarakhs se'ls van unir uns centenars d'homes més i junts van caure sobre la divisió de Khivà, la van derrotar i van capturar sis canons, obligant al kan Amin a retirar-se cap al seu campament situat a certa distància. Un guerrer de Merv es va oferir a Muhammad Hasan per guiar-lo al campament del kan; així ho va fer i Amin fou sorprès i capturat. 200 corasmis del campament van morir i la resta va fugir. El kan Amin fou decapitat seguidament; els perses van entrar a Sirakhs alliberada del setge que patia per la retirada dels khivans quan van saber la mort del seu kan. En la retirada van perdre molts homes que foren fets presoners. 270 caps de notables incloent el del kan i 14 parents, foren enviats al xa que va dipositar el cap en un mausoleu construït a l'efecte però després demolit per no ser confós amb el mausoleu d'Imam Zadeh.
A les seves monedes portava el títol de Muhammad Amin Bahadur Khan. El va succeir un parent llunyà de nom Sayyid Abdullah Khan.